# 6-os főút (Új-Zéland)

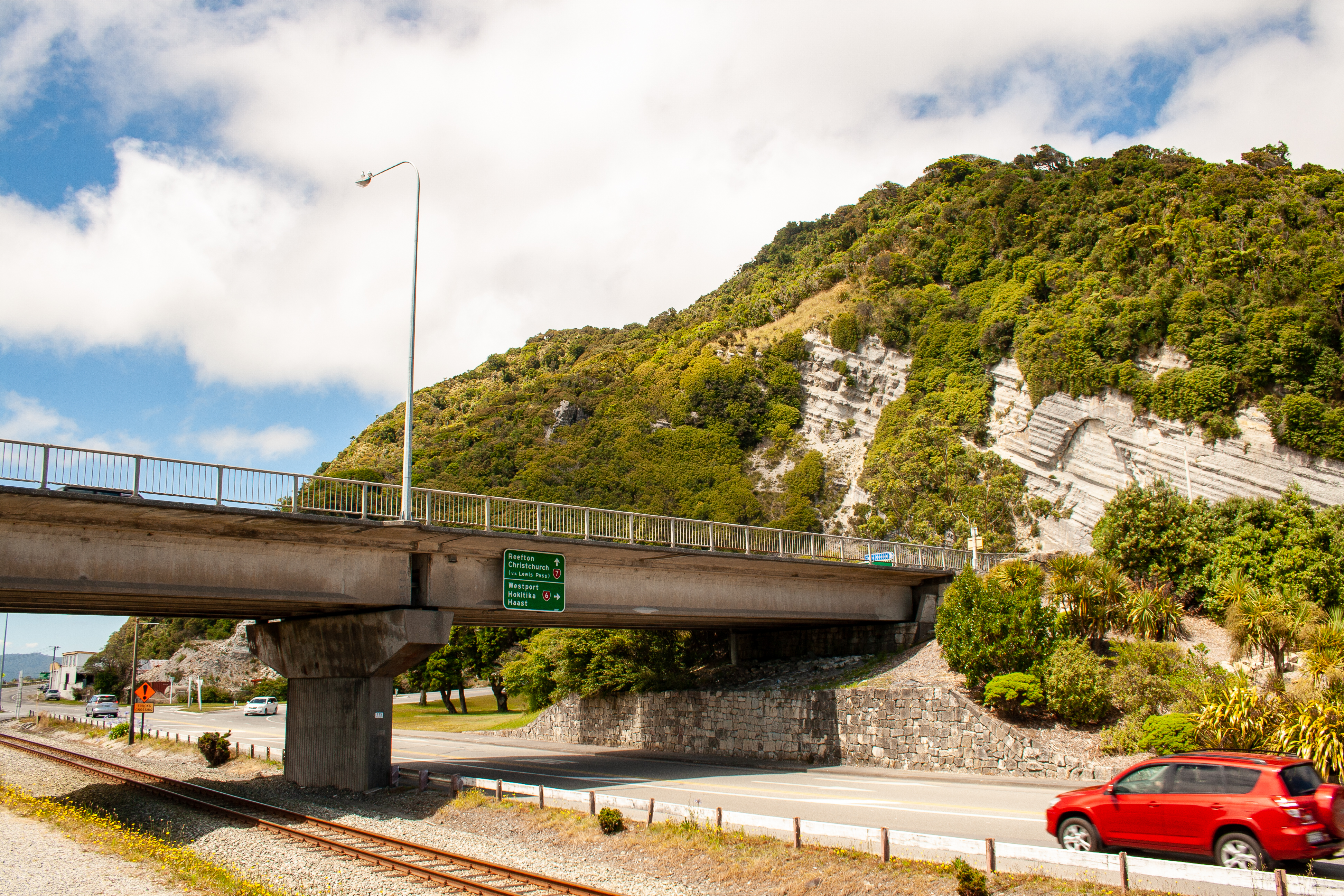
A 6-os és a 7-es főutak találkozása Greymouth városában

Az új-zélandi 6-os főút az ország leghosszabb folyamatos főútvonala, bár az 1-es főút északi-szigeti és déli-szigeti szakaszainak kombinált hosszától elmarad. A Déli-sziget északkeleti sarkából kiindulva nagyrészt a sziget nyugati, kevésbé lakott vidékeit tárja fel az országos forgalom számára, majd a Déli-Alpokon átkelve keresztezi Otago régió belső vidékeit és végül a Southland régióban éri el a déli tengerpartot.
Az út legnagyobb részén kétsávos, helyenként előző sávokkal, de még mindig vannak rajta egysávos, csak váltakozó irányú forgalmat lehetővé tévő hidak, mint ami Franz Josef/Waiau településen, a Ferenc József-gleccser vizéből táplálkozó Waiho folyón vezet át. A kereszteződésekben gyakori a körforgalom. Az út országos jelentőségű, de leghosszabb szakaszai a forgalom szerinti osztályozásban általában csak a negyedik fokozatot, az „arteriális út” rangját nyerték el.
A mai 6-os út délről, Otago felől a Haast-hágón át és északról, a tengerpart mentén épülő fontos szakaszai 1965-ben találkoztak Knights Pointnál, ahol ezzel kapcsolatban emlékművet is avattak. 

## Fő kereszteződések
| Közigazgatási terület                                  | Hely                                       | km                                         | Csomópont                                                 | Irányok                                                                                                | Megjegyzések                                                 |
| ------------------------------------------------------ | ------------------------------------------ | ------------------------------------------ | --------------------------------------------------------- | --- | ------------------------------------------------------------ |
| Malborough kerület                                     | Blenheim                                   | 0                                          |                                                           | Leágazás: SH 1S észak felé – Picton, Wellington komp Leágazás: SH 1S dél felé – Kaikoura, Christchurch | Az SH 6 kezdete                                              |
| Malborough kerület                                     | Renwick                                    | 10                                         |                                                           | Leágazás: SH 63 – St Arnaud, Westport                                                                  |                                                              |
| Malborough kerület                                     | Renwick                                    | 14                                         |                                                           | Leágazás: SH 62 – Picton                                                                               |                                                              |
| Malborough kerület                                     | Renwick                                    | 15                                         |                                                           | Wairau (folyó)                                                                                         | Wairau (folyó)                                               |
| Malborough kerület                                     | A Pelorus (folyó) hídja                    | 59                                         |                                                           | Pelorus (folyó)                                                                                        | Pelorus (folyó)                                              |
| Nelson City                                            | A kerületben nincs fontosabb kereszteződés | A kerületben nincs fontosabb kereszteződés | A kerületben nincs fontosabb kereszteződés                | A kerületben nincs fontosabb kereszteződés                                                             | A kerületben nincs fontosabb kereszteződés                   |
| Tasman kerület                                         | Richmond                                   | 129                                        |                                                           | Leágazás: SH 60 – Motueka, Collingwood                                                                 |                                                              |
| Tasman kerület                                         | Kohatu                                     | 169                                        |                                                           | Motueka Valley Highway – Tapawera, Motueka                                                             |                                                              |
| Tasman kerület                                         |                                            | 196                                        |                                                           | Hope-nyereg (634 m a tengerszint felett)                                                               |                                                              |
| Tasman kerület                                         | Kawatiri                                   | 209                                        |                                                           | Leágazás: SH 63 – St Arnaud, Picton                                                                    |                                                              |
| Tasman kerület                                         | Longford                                   | 238                                        |                                                           | Longford Bridge (Buller folyó)                                                                         | Longford Bridge (Buller folyó)                               |
| Tasman kerület                                         | Ariki                                      | 255                                        |                                                           | Leágazás: SH 65 – Springs Junction, Christchurch (via Lewis-hágó)                                      |                                                              |
| Tasman kerület                                         | Ariki                                      | 255                                        | O'Sullivan's Bridge (Buller folyó)                        | |                                                              |
| Buller kerület                                         | Lyell                                      | 282                                        |                                                           | Iron Bridge (Buller folyó)                                                                             | Iron Bridge (Buller folyó)                                   |
| Buller kerület                                         | Inangahua Junction                         | 297                                        |                                                           | Leágazás: SH 69 – Reefton, Greymouth, Christchurch (via Lewis-hágó)                                    |                                                              |
| Buller kerület                                         | Westport                                   | 328                                        |                                                           | Leágazás: SH 67 – Westport, Karamea                                                                    |                                                              |
| Grey kerület                                           | Greymouth                                  | 430                                        |                                                           | Leágazás: SH 7 – Reefton, Nelson, Christchurch (via Lewis-hágó)                                        |                                                              |
| Grey kerület                                           | Camerons                                   | 445                                        |                                                           | Taramakau folyó hídja Hokitika Line vasútvonal                                                         | Kombinált vasúti-közúti híd                                  |
| Westland kerület                                       |                                            |                                            |                                                           | |                                                              |
| Kumara Junction                                        | 448                                        |                                            | Leágazás: SH 73 – Arthur-hágó, Christchurch Hokitika Line | Vasútvonal keresztezi a körforgalmat                                                                   |                                                              |
| 367 kilométeres szakaszon nincs jelentős kereszteződés |                                            |                                            |                                                           | |                                                              |
| Haast                                                  | 750                                        |                                            | Haast (folyó) hídja                                       | Haast (folyó) hídja                                                                                    |                                                              |
| Mt Aspiring National Park                              | 815                                        |                                            | Haast-hágó (564 m)                                        | Haast-hágó (564 m)                                                                                     |                                                              |
| Queenstown-Lakes kerület                               |                                            |                                            |                                                           | |                                                              |
| Albert Town                                            | 891                                        |                                            | Clutha (folyó)                                            | Clutha (folyó)                                                                                         |                                                              |
| Mt Iron                                                | 893                                        |                                            | Leágazás: SH 84 – Wanaka                                  | |                                                              |
| Luggate                                                | 901                                        |                                            | Leágazás: SH 8A – Aoraki/Mount Cook, Christchurch         | via Lindis-hágó                                                                                        |                                                              |
| Central Otago kerület                                  | Cromwell                                   | 942                                        |                                                           | Leágazás: SH 88 – Cromwell, Aoraki/Mount Cook, Dunedin                                                 |                                                              |
| Queenstown-Lakes District                              | Arrow Junction                             | 983                                        |                                                           | Crown Range Road – Cardrona, Wanaka                                                                    | Korábbi SH 89                                                |
| Queenstown-Lakes District                              | Frankton                                   | 996                                        |                                                           | Leágazás: SH 6A – Queenstown                                                                           | Az SH 6 és a Southern Scenic Route közös szakaszának kezdete |
| Queenstown-Lakes District                              | Frankton                                   | 997                                        |                                                           | Kawarau Falls Bridge (Kawarau folyó)                                                                   |                                                              |
| Southland District                                     | Athol                                      | 1061                                       |                                                           | Black Bridge (Mataura)                                                                                 | Black Bridge (Mataura)                                       |
| Southland District                                     | Five Rivers                                | 1082                                       |                                                           | Sablon:Jct – Te Anau, Milford Sound/Piopiotahi                                                         | Az SH 6 és a Southern Scenic Route közös szakaszának vége    |
| Southland District                                     | Lumsden                                    | 1093                                       |                                                           | Leágazás: SH 94 – Te Anau, Milford Sound/Piopiotahi                                                    | SH 6/SH 94 közös szakasz kezdete                             |
| Southland District                                     | Lumsden                                    | 1095                                       |                                                           | Leágazás: SH 94 – Gore                                                                                 | SH 6/SH 94 közös szakasz vége                                |
| Southland District                                     | Winton                                     | 1143                                       |                                                           | Leágazás: SH 96 – Nightcaps, Ohai                                                                      | SH 6/SH 96 közös szakasz kezdete                             |
| Southland District                                     | Winton                                     | 1145                                       |                                                           | Leágazás: SH 96 – Mataura                                                                              | SH 6/SH 96 közös szakasz vége                                |
| Invercargill City                                      | Lorneville                                 | 1168                                       |                                                           | Leágazás: SH 98 – Dacre, Gore Leágazás: SH 99 – Riverton/Aparima, Tuatapere                            | Az SH 6 és a Southern Scenic Route közös szakaszának kezdete |
| Invercargill City                                      | Invercargill                               | 1176                                       |                                                           | Leágazás: SH 1S észak felé – Gore, Dunedin Leágazás: SH 1S dél felé – Bluff                            | Az SH 6 vége                                                 |

## Fordítás
Ez a szócikk részben vagy egészben  a   New Zealand State Highway 6 című angol Wikipédia-szócikk ezen változatának fordításán alapul.  Az eredeti cikk szerkesztőit annak laptörténete sorolja fel. Ez a jelzés csupán a megfogalmazás eredetét és a szerzői jogokat jelzi, nem szolgál a cikkben szereplő információk forrásmegjelöléseként.